# John Grisham
John Ray Grisham ml., ameriški pisatelj, * 8. februar 1955, Jonesboro, Arkansas, ZDA.

## Otroštvo in šolanje
Rodil se je 8. februarja leta 1955 v Jonesboru v Arkansasu. Oče John Grisham je bil gradbeni delavec, mama Wanda Skidmore Grisham pa gospodinja. Ko je bil majhen, si je želel postati profesionalni igralec bejzbola, a se njegova želja ni nikoli uresničila.
Šolati se je začel na Northwest Junior College v mestu Senatobia, končal pa na državni univerzi v Mississipiju, kjer je prejel nagrado Bachelor of Science. To je študentska nagrada za vse opravljene izpite. Kasneje se je vpisal na Pravno šolo Ole Miss, z željo postati odvetnik na področju davkov. Toda do konca šolanja so se njegovi interesi spremenili in usmeril se je v civilno pravo. Diplomiral je v letu 1983 z nazivom odvetnik s specializacijo za civilno in kriminalno pravo.

## Družina
Grisham se je poročil z Renee Jones, ko je imel 26 let. Skupaj imata dva otroka Sheo in Tya, s katerima živita na kmetiji zunaj Oxforda ali pa v hiši blizu mesta Charlottesville, Virginia.

## Zaposlitev
Njegova prva služba je bila, ko je kot najstnik za 1 $ na uro zalival rože v drevesnici.
Leta 1981 se je zaposlil v majhni odvetniški pisarni v mestu Southaven, Mississippi, kjer je delal 60-70 ur na teden. Dve leti kasneje je bil kot demokrat izvoljen v poslansko zbornico države Mississippi, kjer se je obdržal sedem let. Deset let kasneje je prekinil z delom odvetnika in se je posvetil samo pisanju. Svoj zadnji in tudi najdonosnejši primer je obravnaval leta 1996, ko je za nekaj časa prekinil s pisanjem in zastopal družino, katere oče - cestni delavec se je smrtno ponesrečil na delu. Višina iztoženega denarja je presegala 650 000 $.

## Pisanje
John sprva ni predvideval takšnega uspeha s pisanjem, zato ga je imel samo za hobi. Toda že po uspehu druge knjige je ugotovil, da lahko s pisanjem romanov obogati in se uveljavi. Tako je pustil službo in vse moči usmeril k ustvarjanju novih knjige. Njegov najpogostejši stil pisanja je neka podzvrst kriminalnih romanov in trilerjev. Napisal pa je tudi komedijo Skipping Christmas in klasična romana Ford County in Playing for Pizza. Zgodba največkrat govori o odvetnikih, ki na sodišču dokazujejo krivdo ljudi ali podjetij, ki so škodovali njegovim strankam, ali pa ščiti krivično obsojene. Velikokrat je omenjen tudi bejzbol. Kraj dogajanja so največkrat ZDA, kot tuja država pa Italija.

### Knjige
John Grisham je napisal 25 knjig, od tega jih je v slovenščino prevedenih 14. Skupno jih lahko bralci v svojem maternem jeziku berejo v kar 29 državah. Do leta 2008 jih je bilo prodanih preko 250 milijonov. Je pa tudi eden izmed treh avtorjev, ki so s prvo naklado knjig pritegnili preko 2 milijona bralcev. Druga dva, ki jima je to uspelo, sta J. K. Rowling ter Tom Clancy. 
Čas za ubijanje je njegova prva knjiga. Napisal jo je leta 1987. Zanjo je dobil zamisel, ko je tri leta prej slišal izpoved 12-letnice, ki sta jo dva moška posilila. Knjiga govori prav o tem, le da si je pisatelj zamisli, da bi se oče hčerke sam maščeval storilcema, tako da bi ju ubil. Toda sprva je kar 28 založb zavrnilo knjigo, ki jo je nato šele leto kasneje založila založba Wynwood Press z naklado 5000 izvodov.
 
Kmalu zatem, ko je napisal svojo prvo knjigo, se je že lotil naslednje, ki je bila ena izmed njegovih najuspešnejših. To je bila Firma, ki se je na The New York Timesovi lestvici najbolj prodajanih obdržala kar 47 tednov oz. 329 dni in je bila najbolj prodajana knjiga leta 1991. Prodanih je bilo več kot 7 milijonov izvodov.
Ostale njegove knjige so:
| Izvirni naslov     | Preveden naslov     | Prevedena v slovenščino | Leto izida | Št. strani v originalu |
| ------------------ | ------------------- | ----------------------- | ---------- | ---------------------- |
| A Time to Kill     | Čas za ubijanje     | Ne                      | 1989       | 515                    |
| The Firm           | Firma               | Da                      | 1991       | 432                    |
| Pelican Brief      | Pelikanovo poročilo | Da                      | 1992       | 436                    |
| The Client         | Klient              | Da                      | 1993       | 496                    |
| The Chamber        | Celica Smrti        | Ne                      | 1994       | 496                    |
| The Rainmaker      | Mojster za dež      | Da                      | 1995       | 434                    |
| The Runaway Jury   | Pobegla porota      | Ne                      | 1996       | 414                    |
| The Partner        | Družabnik           | Da                      | 1997       | 466                    |
| The Street Lawyer  | Odvetnik ulice      | Da                      | 1998       | 448                    |
| The Testament      | Oporoka             | Da                      | 1999       | 533                    |
| The Brethren       | Bratovščina         | Da                      | 2000       | 416                    |
| A Painted House    | /                   | Ne                      | 2001       | 465                    |
| Skipping Christmas | Leto brez božiča    | Ne                      | 2001       | 198                    |
| The Summons        | Poziv               | Da                      | 2002       | 304                    |
| The King of Torts  | Kralj poravnav      | Da                      | 2003       | 400                    |
| Bleachers          | /                   | Ne                      | 2003       | 192                    |
| The Last Juror     | Zadnji porotnik     | Da                      | 2004       | 416                    |
| The Broker         | Pogajalec           | Da                      | 2005       | 368                    |
| The Innocent Man   | Nedolžen sem        | Da                      | 2006       | 368                    |
| Playing for Pizza  | /                   | Ne                      | 2007       | 320                    |
| The Appeal         | Pritožba            | Da                      | 2008       | 384                    |
| The Associate      | /                   | Ne                      | 2009       | 384                    |
| Ford County        | /                   | Ne                      | 2009       | 368                    |
| The Confession     | Priznanje           | Da                      | 2010       | 418                    |
| The Litigators     | /                   | Ne                      | 2011       | 385                    |

## Filmi po knjigah
Po njegovih knjigah je bilo posnetih 8 filmov. Prvi je bil film The Firm leta 1993, čigar pravice je John za 600 000 $ prodal Paramount Pictures Studiu. V filmu je glavni igralec Tom Cruise.

Seznam vseh filmov, posnetih po knjigah Johna Grishama:
| Izvirni naslov            | Preveden naslov     | Leto izdida | Trajanje (minute) | Glavni igralec(ci)                   |
| ------------------------- | ------------------- | ----------- | ----------------- | ------------------------------------ |
| The Firm                  | Firma               | 1993        | 154               | Tom Cruise                           |
| Pelican Brief             | Pelikanovo poročilo | 1993        | 141               | Julia Roberts Denzel Washington      |
| The Client                | Klient              | 1994        | 119               | Susan Sarandon Tommy Lee Jones       |
| A Time to Kill            | Čas za ubijanje     | 1996        | 149               | Sandra Bullock Matthew McConaughey   |
| The Chamber               | Celica Smrti        | 1996        | 113               | Chris O'Donnell Gene Hackman         |
| The Rainmaker             | Mojster za dež      | 1997        | 135               | Matt Damon Claire Danes Danny DeVito |
| The Runaway Jury          | Pobegla porota      | 2003        | 127               | John Cusack Gene Hackman             |
| Christmas with the Kranks | Božič s Krankovimi  | 2004        | 98                | Tim Allen Jamie Lee Curtis           |

Opomba: Film Božič s Krankovimi je bil posnet po knjižni predlogi Leto brez božiča.

## Zanimivosti
Grisham je ustanovil fundacijo, s katero je zbral 8,8 milijona dolarjev in jih namenil prizadetim v orkanu Katrina.

Človek, ki si je v otroštvu želel postati igralec bejzbola, v svojem prostem času dela tudi kot komisar mlade bejzbolske lige, prav tako pa je zgradil 6 igrišč za bejzbol, na katerih lahko igra preko 350 otrok.